# Rütten & Loening
Rütten & Loening a fost o editură germană majoră, fondată în 1844 la Frankfurt. Ea face parte în prezent din Aufbau-Verlag GmbH & Co. KG. Marca Rütten & Loening va fi continuată ca marcă a grupului Aufbau. În cadrul grupului editorial marca este atribuită în principal lucrărilor literare de divertisment de înalt nivel.

## Istoric

### Secolul al XIX-lea
În 1844 comerciantul din Frankfurt Joseph Rütten a fondat Literarische Anstalt (J. Rütten), cu participarea editorului Zaharia Loewenthal (convertit ulterior de la iudaism la luteranism sub numele Carl Friedrich Loening). Primul succes major al noii edituri a fost cartea Struwwelpeter (1845) a lui Heinrich Hoffmann, care a fost publicată inițial în 1500 de exemplare. În același an, el a editat, de asemenea, prima carte scrisă în comun de Karl Marx și Friedrich Engels, Die heilige Familie. Programul său editorial a inclus, de asemenea, cărți scris de Georg Büchner, Ludwig Börnes și Karl Gutzkow.
Rütten și Löwenthal au devenit în 1848 membri ai primei Adunări Naționale Germane. Literarische Anstalt a publicat ulterior cărți ale mai multor deputați de stânga ai Adunării Naționale.
În 1857 Löwenthal, acum numit Loening, a devenit procurist și în 1859 partener; editura a fost redenumită acum Literarische Anstalt Rütten & Loening. Activitatea a fost continuată din 1879 de Gottfried Loening și Henry Oswalt, un nepot al lui Rütten. Accentul activităților editoriale a fost pus pe lucrările de istorie, de istoria artei și literaturii, precum și de jurisprudență. Timp de mulți ani, anuarele Goethe, alcătuite de Rüdiger Geiger din 1880, au fost publicate de Rütten & Loening. Cu toate acestea, Struwwelpeter a rămas un titlu important al programului editorial: în 1876 a apărut ediția 100 și în 1895 a apărut ediția 200.

### 1900-1936
În 1901 William Oswalt, fiul lui Heinrich Oswalt, a moștenit editura, împreună cu surorile sale, și a preluat conducerea. În 1905 Martin Buber a devenit redactor-șef al editurii pentru o perioadă de zece ani. Adolf Neumann a devenit procurist în 1913 și partener în Offene Handelsgesellschaft cu o participație de 25% în 1921. În anii 1920 ficțiunea a influențat programul editorial. Printre autorii publicați s-au numărat Romain Rolland, Sigrid Undset, Rudolf Binding și Waldemar Bonsels. Adolf Neumann a devenit partener.

### 1936-1946
Activele private ale lui Wilhelm Ernst Oswalt au fost scoase la licitație de Gestapo în 1942, după cum se obișnuia după uciderea evreilor, iar veniturile confiscate de autoritățile statului. Biblioteca particulară extrem de valoroasă și de vastă, cu aproximativ 10.000 de volume strânse în cei aproape o sută de ani de tradiție ai familiei de editori, a fost achiziționată în anii 1990 de renumitul anticariat „Frankfurter Bücherstube Schumann & Cobet” (cunoscută înainte de 1937 sub numele de Frankfurter Jugendbücherstube Walter „Israel“ Schatzki) pentru prețul ridicol de 8.500 de mărci.